# Holland Park (métro de Londres)
Holland Park est une station de la Central line du métro de Londres, en zone 2. Elle est située sur la Holland Park Avenue dans le borough royal de Kensington et Chelsea.

## Services aux voyageurs

### Desserte

Installations et desserte
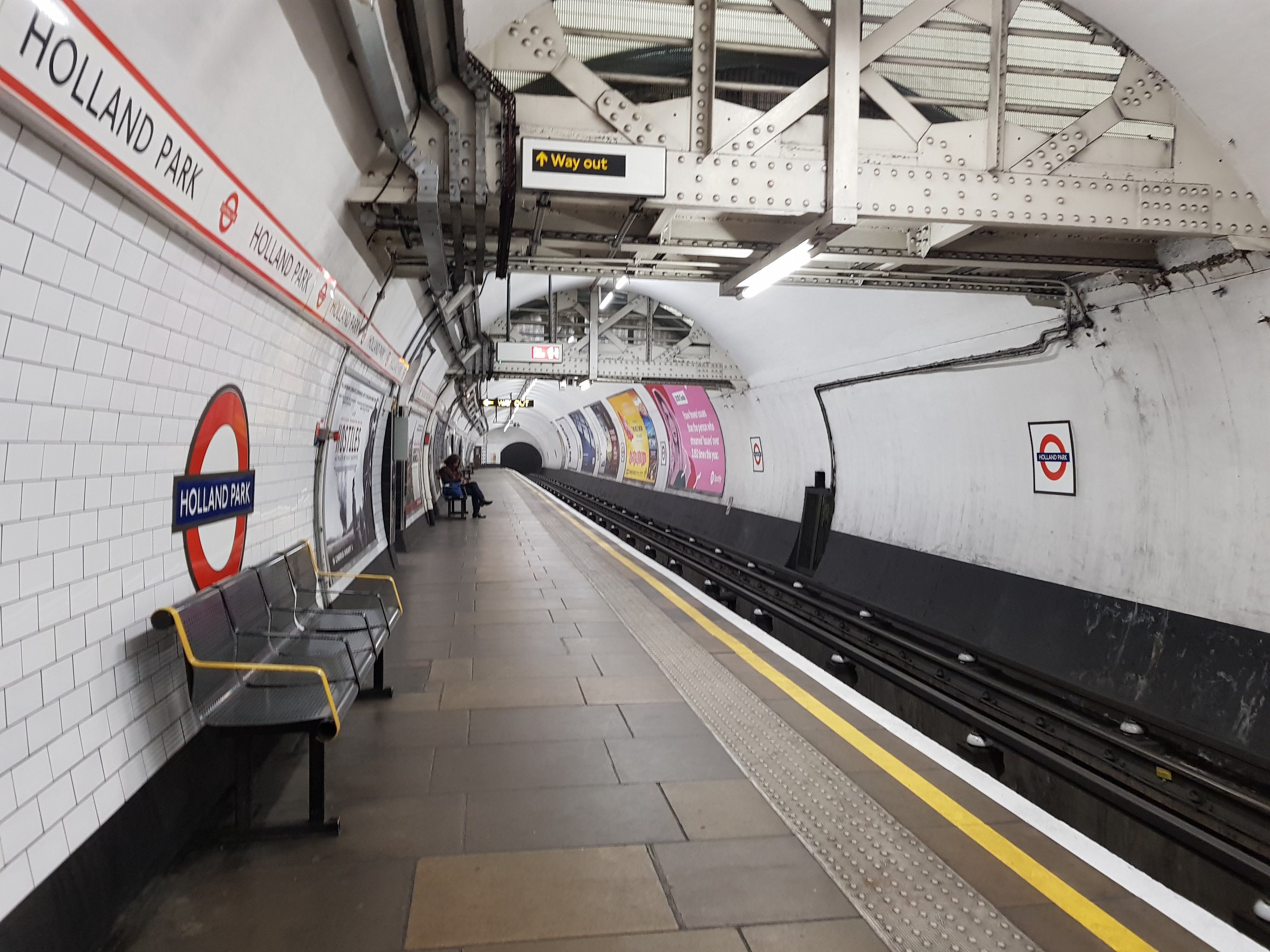
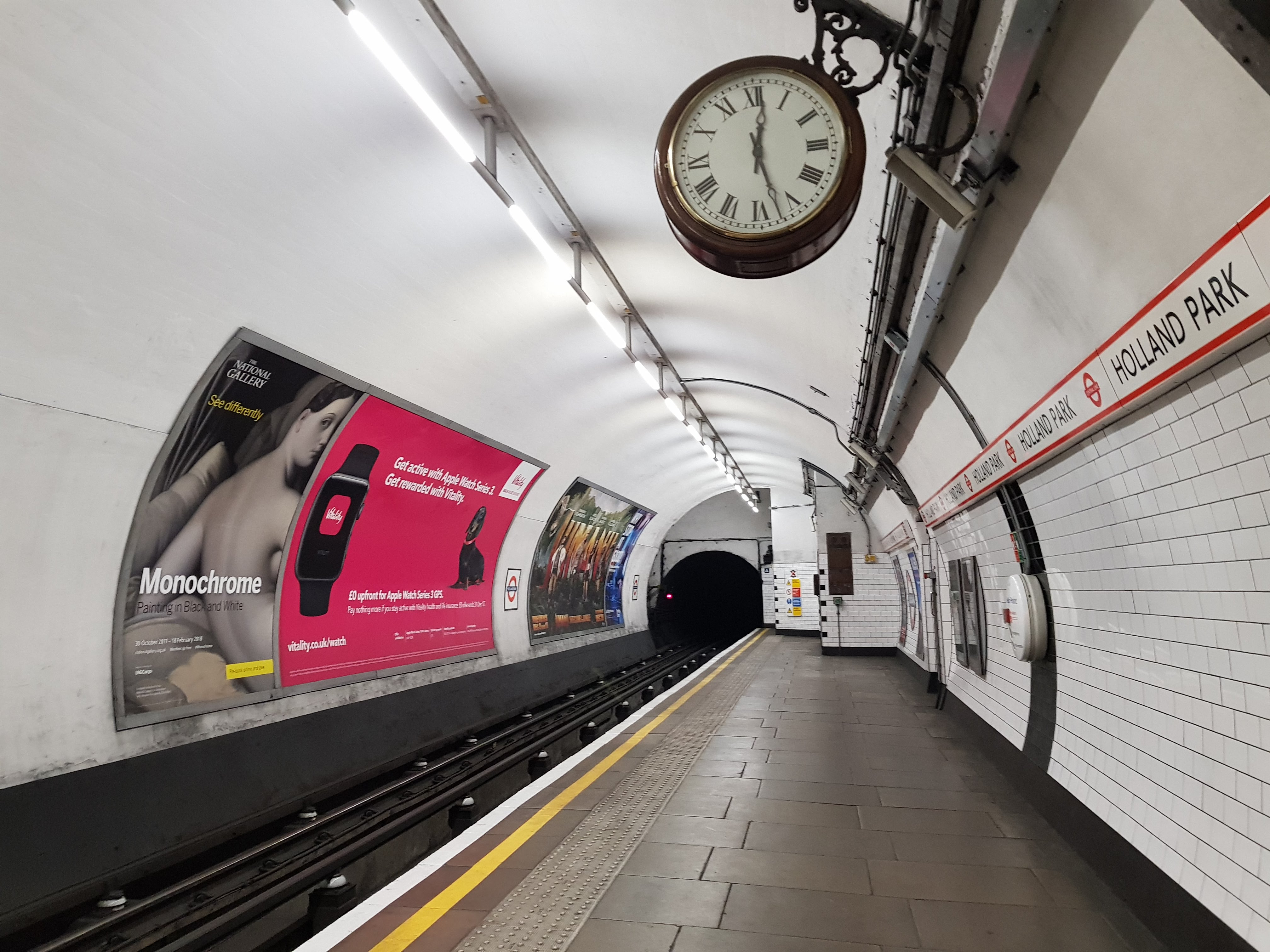
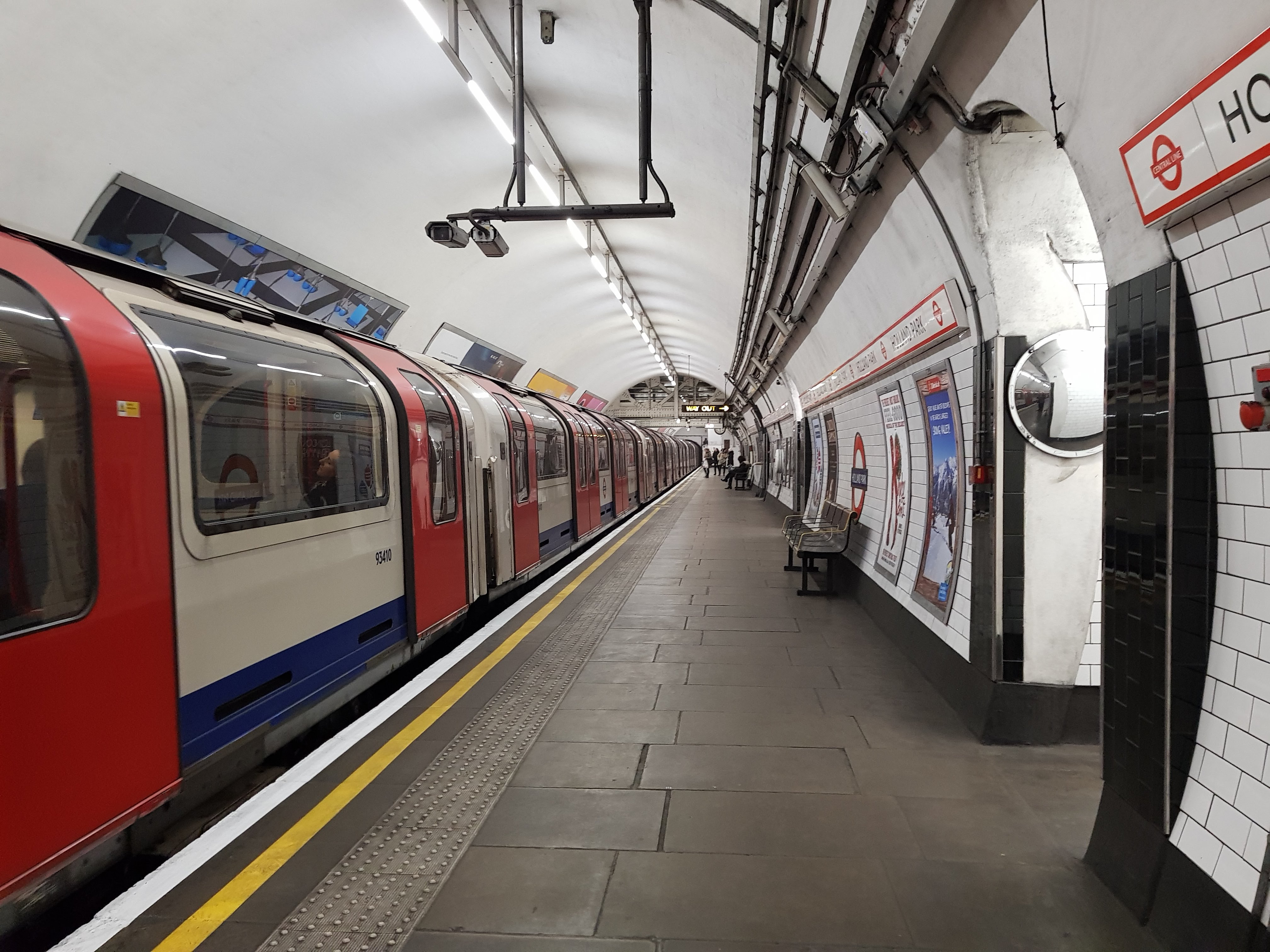

## À proximité
- Holland Park